# بينيو ماركيز
بينيو ماركيز (من مواليد 29 أكتوبر 1962، في ساو باولو) هو سياسي برازيلي، وكان حاكمًا لأكري من 2006 إلى 2010، عندما تولى تياو فيانا الحكومة. هو عضو في حزب العمال.